# Peniculimius
Peniculimius is een geslacht van vlinders van de familie snuitmotten (Pyralidae).

## Soorten
- P. acehi Schouten, 1994
- P. api Schouten, 1994
- P. captus Schouten, 1994
- P. crassus Schouten, 1994
- P. fructus Schouten, 1994
- P. marginata Gaskin, 1975
- P. moorei Gaskin, 1975
- P. ravus Schouten, 1994